# Bienvenue au Paradis (film, 1990)
Pour les articles homonymes, voir Bienvenue au Paradis.
Pour plus de détails, voir Fiche technique et Distribution.
Bienvenue au Paradis (Come See the Paradise) est un film américain réalisé par Alan Parker, sorti en 1990.
Sélectionné en compétition officielle au festival de Cannes 1990, le film raconte le destin d'une famille séparée par l'internement des Nippo-Américains dans des camps dans les années 1940. Malgré des critiques plutôt positives, il ne connait pas de succès commercial.

## Synopsis

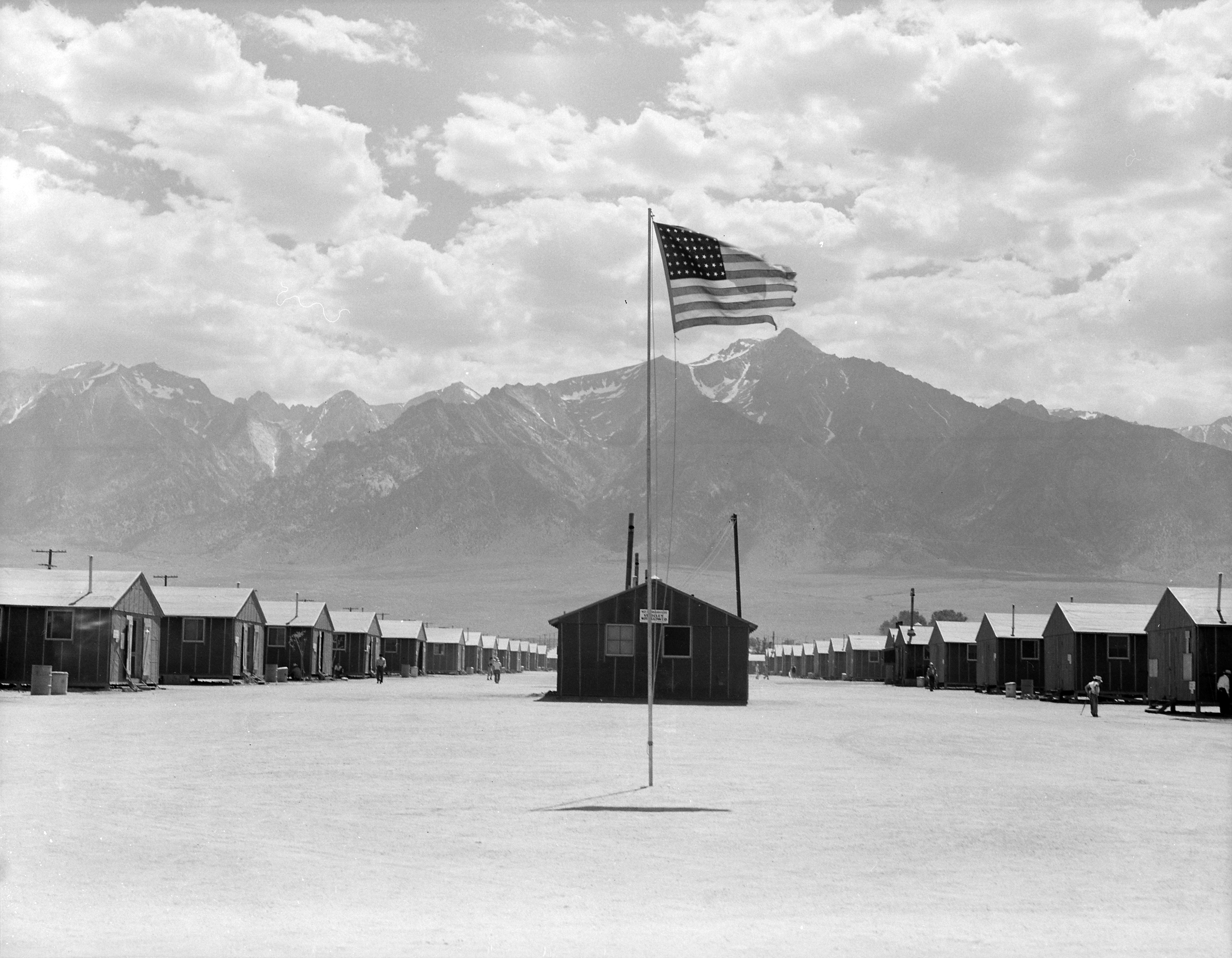
Le camp d'internement Manzanar, en 1942

Dans les années 1950, Lily Kawamura raconte à sa fille Mini l'histoire de son père et de leur histoire.
À New York en 1936, Jack McGurn est un projectionniste, très engagé contre les cinémas non-syndiqués. Après une grosse altercation, il est contraint de quitter New York pour Los Angeles, où il retrouve son frère Gerry. Jack change de nom de famille, McGann, et trouve un emploi dans un cinéma tenu par une famille d'origine japonaise, les Kawamura. Il tombe amoureux de leur fille Lily, âgée de 19 ans. Pour se marier en toute liberté, Lily et Jack fuient à Seattle. Ils y auront une fille, Mini.
À la suite de l'attaque de Pearl Harbor en décembre 1941, la suspicion des Américains vis à vis des Japonais ou Américains d'origine japonaise est énorme. Comme des milliers de Nippo-Américains, Lily et sa fille sont déportées dans un camp américain pour ressortissants japonais. Elles échouent dans le camp de Manzanar en Californie.

## Fiche technique
Sauf indication contraire, les informations mentionnées dans cette section peuvent être confirmées par la base de données cinématographiques IMDb,  présente dans la section « Liens externes ».
- Titre francophone : Bienvenue au Paradis
- Titre original : Come See the Paradise
- Réalisation et scénario : Alan Parker
- Photographie : Michael Seresin
- Montage : Gerry Hambling
- Musique : Randy Edelman
- Décors : Geoffrey Kirkland (en)
- Costumes : Molly Maginnis
- Producteurs : Robert F. Colesberry, Nellie Nugiel
- Société de production : 20th Century Fox
- Société de distribution : 20th Century Fox (États-Unis, France)
- Budget : 17 100 000 $ (estimation)
- Pays d'origine :  États-Unis
- Langues originales : anglais, japonais
- Format : Couleurs — 35 mm — 1,85:1 — Son : Dolby Stereo
- Genre : drame, romance
- Durée : 138 minutes
- Dates de sortie[1] :
  -  États-Unis : 23 décembre 1990 (sortie limitée)
  -  France : 19 septembre 1990

## Distribution
- Dennis Quaid (VF : Edgar Givry) : Jack McGurn
- Tamlyn Tomita : Lily Yuriko Kawamura / McGann
- Sab Shimono : Hiroshi Kawamura
- Shizuko Hoshi : Mme Kawamura
- Stan Egi : Charlie Kawamura
- Ronald Yamamoto : Harry Kawamura
- Akemi Nishino : Dulcie Kawamura
- Naomi Nakano : Joyce Kawamura
- Brady Tsurutani : Frankie Kawamura
- Elizabeth Gilliam : Mini McGann, enfant
- Shyree Mezick : Mini McGann, jeune
- Caroline Junko King : Mini McGann, âgée
- Pruitt Taylor Vince : Augie Farrell
- Colm Meaney : Gerry McGurn
- Becky Ann Baker : Marge McGurn

## Production
Le tournage a lieu du 21 août 1989 au 5 novembre 1990. Il se déroule dans l'Oregon (Portland, Astoria, vallée de la Willamette), dans l'État de Washington (Seattle, Cathlamet, Tacoma) ainsi qu'en Californie (Palmdale).

## Distinctions
En plus d'être présenté en compétition officielle au festival de Cannes 1990, le film est nommé dans la catégorie Human Rights aux Political Film Society Awards 1992. Brady Tsurutani est nommé aux Young Artist Awards 1991, dans la catégorie du meilleur jeune acteur dans un second rôle

## Commentaires

### Titre
Le titre original du film, Come See the Paradise, provient du court poème I Hear The Oriole's Always-Grieving Voice de la poétesse russe Anna Akhmatova, :
« I don't expect love's tender flatteries,

In premonition of some dark event,

But come, come and see this paradise

Where together we were blessed and innocent. »

### Un film à Oscars?
Selon une étude de deux sociologues de UCLA, Gabriel Rossman et Oliver Schilke, publiée en 2014, Bienvenue au Paradis est l'exemple parfait de « films à Oscars » (en anglais « Oscars bait »). Les deux chercheurs ont étudié 3 000 films sortis depuis 1985 et ont défini certains critères révélant que les films sont produits dans le but d'être nommé aux Oscars. La plupart de ces films connaissent d'abord une sortie limitée pour être éligibles aux Oscars suivants. Selon Gabriel Rossman et Oliver Schilke, Bienvenue au Paradis réunit par ailleurs divers critères dans son intrigue qui en font un « candidat parfait » à la cérémonie. Paradoxalement, le film n'aura aucune nominations aux Oscars 1991,.

### Postérité
La composition Fire in a Brooklyn Theater de Randy Edelman sera plus tard reprise dans de nombreuses bandes-annonces : Des hommes d'honneur (1992), Jeux de guerre (1992), Danger immédiat (1994), Le Diable en robe bleue (1995), Pleure, ô pays bien-aimé (1995), Rob Roy (1995), L'Héritage de la haine (1996), Instinct (1999), Treize jours (2000) et La Somme de toutes les peurs (2002),.